# Promozione Lombardia 1986-1987
Nella stagione 1986-1987 la Promozione era il sesto livello del calcio italiano (il massimo livello regionale). Qui vi sono le statistiche relative al campionato in Lombardia e nella provincia di Piacenza, gestiti dal Comitato Regionale Lombardo.
Il campionato è strutturato in vari gironi all'italiana su base regionale, gestiti dai Comitati Regionali di competenza. Promozioni alla categoria superiore e retrocessioni in quella inferiore non erano sempre omogenee; erano quantificate all'inizio del campionato dal Comitato Regionale secondo le direttive stabilite dalla Lega Nazionale Dilettanti, ma flessibili, in relazione al numero delle società retrocesse dal Campionato Interregionale e perciò, a seconda delle varie situazioni regionali, la fine del campionato poteva avere degli spareggi sia di promozione che di retrocessione.
Questo è il campionato regionale della regione Lombardia, ma fino alla stagione 1994-1995 la provincia di Piacenza è stata di competenza del Comitato Regionale Lombardo così come la provincia di Mantova è stata gestita dal Comitato Regionale Emilia-Romagna.

## Girone A

### Squadre partecipanti
| Club                 | Città                   |
| -------------------- | ----------------------- |
| Pol. Bizzarone       | Bizzarone (CO)          |
| U.S. Caronnese       | Caronno Pertusella (VA) |
| U.S. Condor Laveno   | Laveno Mombello (VA)    |
| Erbese Calcio        | Erba (CO)               |
| S.G. Gallaratese     | Gallarate (VA)          |
| Hard Sondrio Calcio  | Sondrio                 |
| U.S. Lomazzo         | Lomazzo (CO)            |
| F.B.C. Luino         | Luino (VA)              |
| U.S. Mariano Calcio  | Mariano Comense (CO)    |
| U.S. Morbegnese      | Morbegno (SO)           |
| A.C. Parabiago       | Parabiago (MI)          |
| A.C. Real Rhodense   | Bariana di Lainate (MI) |
| S.C. Rovellasca 1910 | Rovellasca (CO)         |
| S.P. Ternatese       | Ternate (VA)            |
| A.C. Tradate         | Tradate (VA)            |
| F.C. Verbano Calcio  | Cocquio Trevisago (VA)  |

### Classifica finale
|  | Pos. | Squadra         | Pt | G  | V  | N  | P  | GF | GS | DR  |
|  | ---- | --------------- | -- | -- | -- | -- | -- | -- | -- | --- |
|  | 1.   | Parabiago       | 49 | 30 | 21 | 7  | 2  | 53 | 20 | +33 |
|  | 2.   | Mariano         | 48 | 30 | 19 | 10 | 1  | 48 | 19 | +29 |
|  | 3.   | Caronnese       | 33 | 30 | 9  | 15 | 6  | 36 | 34 | +2  |
|  | 4.   | Erbese          | 31 | 30 | 11 | 9  | 10 | 43 | 39 | +4  |
|  | 4.   | Verbano         | 31 | 30 | 8  | 15 | 7  | 31 | 30 | +1  |
|  | 4.   | Tradate         | 31 | 30 | 10 | 11 | 9  | 32 | 33 | -1  |
|  | 7.   | Morbegnese      | 30 | 30 | 9  | 12 | 9  | 24 | 27 | -3  |
|  | 8.   | Lomazzo         | 28 | 30 | 8  | 12 | 10 | 28 | 28 | 0   |
|  | 8.   | Luino           | 28 | 30 | 8  | 12 | 10 | 21 | 25 | -4  |
|  | 10.  | Real Rhodense   | 26 | 30 | 8  | 10 | 12 | 23 | 27 | -4  |
|  | 10.  | Condor Laveno   | 26 | 30 | 9  | 8  | 13 | 28 | 41 | -13 |
|  | 12.  | Ternatese       | 25 | 30 | 7  | 11 | 12 | 20 | 29 | -9  |
|  | 13.  | Gallaratese     | 25 | 30 | 7  | 11 | 12 | 20 | 27 | -7  |
|  | 14.  | Hard Sondrio    | 25 | 30 | 8  | 9  | 13 | 34 | 40 | -6  |
|  | 15.  | Rovellasca 1910 | 25 | 30 | 7  | 11 | 12 | 22 | 25 | -3  |
|  | 16.  | Bizzarone       | 19 | 30 | 6  | 7  | 17 | 23 | 42 | -19 |

Legenda:
      Ammesso agli spareggi promozione.
      Retrocesso in Prima Categoria 1987-1988.
Regolamento:
Due punti a vittoria, uno a pareggio, zero a sconfitta.
Note:
Hard Sondrio e Rovellasca retrocedono senza spareggi a causa della peggiore classifica avulsa negli scontri diretti con Ternatese e Gallaratese, che sono perciò salve.

## Girone B

### Squadre partecipanti
| Club                 | Città                                 |
| -------------------- | ------------------------------------- |
| U.S. Amatese         | Cassina Amata di Paderno Dugnano (MI) |
| A.C. Brugherio       | Brugherio (MI)                        |
| U.S. Caratese        | Carate Brianza (MI)                   |
| Pol. Carugatese      | Carugate (MI)                         |
| F.C. Cassano 1966    | Cassano d'Adda (MI)                   |
| A.C. Cernusco        | Cernusco sul Naviglio (MI)            |
| A.S. Cologno Monzese | Cologno Monzese (MI)                  |
| A.S. Giana Erminio   | Gorgonzola (MI)                       |
| G.S. Luisiana        | Pandino (CR)                          |
| A.C. Muggiò          | Muggiò (MI)                           |
| U.S. Offanenghese    | Offanengo (CR)                        |
| A.C. Pro Cologno     | Cologno Monzese (MI)                  |
| S.S. Pro Lissone     | Lissone (MI)                          |
| S.C. Soncino         | Soncino (CR)                          |
| C.S. Trevigliese     | Treviglio (BG)                        |
| S.S. Tritium 1908    | Trezzo sull'Adda (MI)                 |

### Classifica finale
|  | Pos. | Squadra         | Pt | G  | V  | N  | P  | GF | GS | DR  |
|  | ---- | --------------- | -- | -- | -- | -- | -- | -- | -- | --- |
|  | 1.   | Pro Lissone     | 41 | 30 | 15 | 11 | 4  | 51 | 15 | +36 |
|  | 2.   | Cologno Monzese | 39 | 30 | 15 | 9  | 6  | 44 | 28 | +16 |
|  | 2.   | Caratese        | 39 | 30 | 14 | 11 | 5  | 39 | 25 | +14 |
|  | 4.   | Cernusco        | 36 | 30 | 12 | 12 | 6  | 29 | 20 | +9  |
|  | 5.   | Brugherio       | 32 | 30 | 11 | 10 | 9  | 26 | 26 | 0   |
|  | 5.   | Offanenghese    | 32 | 30 | 8  | 16 | 6  | 30 | 31 | -1  |
|  | 7.   | Trevigliese     | 31 | 30 | 10 | 11 | 9  | 25 | 21 | +4  |
|  | 8.   | Carugatese      | 30 | 30 | 10 | 10 | 10 | 34 | 35 | -1  |
|  | 8.   | Tritium 1908    | 30 | 30 | 10 | 10 | 10 | 29 | 30 | -1  |
|  | 10.  | Giana Erminio   | 29 | 30 | 8  | 13 | 9  | 27 | 26 | +1  |
|  | 10.  | Pro Cologno     | 29 | 30 | 9  | 11 | 10 | 28 | 28 | 0   |
|  | 12.  | Muggiò          | 28 | 30 | 6  | 16 | 8  | 23 | 30 | -7  |
|  | 12.  | Soncino         | 28 | 30 | 8  | 12 | 10 | 27 | 35 | -8  |
|  | 14.  | Cassano 1966    | 21 | 30 | 5  | 11 | 14 | 18 | 29 | -11 |
|  | 14.  | Amatese         | 21 | 30 | 7  | 7  | 16 | 31 | 48 | -17 |
|  | 16.  | Luisiana        | 14 | 30 | 2  | 10 | 18 | 18 | 52 | -34 |

Legenda:
      Ammesso agli spareggi promozione.
      Retrocesso in Prima Categoria 1987-1988.
Regolamento:
Due punti a vittoria, uno a pareggio, zero a sconfitta.

## Girone C

### Squadre partecipanti
| Club                       | Città                    |
| -------------------------- | ------------------------ |
| Pol. Albinese              | Albino (BG)              |
| F.C. Aurora Travagliato    | Travagliato (BS)         |
| U.S. Breno                 | Breno (BS)               |
| F.C. Chiari                | Chiari (BS)              |
| U.S. Darfo Boario          | Darfo Boario Terme (BS)  |
| A.C. Desenzano             | Desenzano del Garda (BS) |
| A.C. Feralpi Lonato        | Lonato (BS)              |
| A.C. Fontanellese          | Fontanella (BG)          |
| U.C. Ghedi                 | Ghedi (BS)               |
| A.C. Lumezzane             | Lumezzane (BS)           |
| C.C. Stezzanese S.r.l.     | Stezzano (BG)            |
| Pol. Valle Imagna          | Sant'Omobono Imagna (BG) |
| A.C. Verdello              | Verdello (BG)            |
| A.C. Villongo              | Villongo (BG)            |
| A.C. Virtus Gazzaniga      | Gazzaniga (BG)           |
| U.S.C. Voluntas Osio Sotto | Osio Sotto (BG)          |

### Classifica finale
|  | Pos. | Squadra             | Pt | G  | V  | N  | P  | GF | GS | DR  |
|  | ---- | ------------------- | -- | -- | -- | -- | -- | -- | -- | --- |
|  | 1.   | Villongo            | 48 | 30 | 20 | 8  | 2  | 53 | 9  | +44 |
|  | 2.   | Darfo Boario        | 42 | 30 | 15 | 12 | 3  | 38 | 17 | +21 |
|  | 3.   | Stezzanese          | 38 | 30 | 13 | 12 | 5  | 33 | 20 | +13 |
|  | 4.   | Lumezzane           | 36 | 30 | 13 | 10 | 7  | 34 | 17 | +17 |
|  | 5.   | Aurora Travagliato  | 34 | 30 | 8  | 18 | 4  | 29 | 20 | +9  |
|  | 6.   | Verdello            | 32 | 30 | 10 | 12 | 8  | 39 | 32 | +7  |
|  | 7.   | Chiari              | 31 | 30 | 9  | 13 | 8  | 31 | 29 | +2  |
|  | 7.   | Breno               | 31 | 30 | 8  | 15 | 7  | 20 | 19 | +1  |
|  | 9.   | Virtus Gazzaniga    | 30 | 30 | 7  | 16 | 7  | 31 | 27 | +4  |
|  | 10.  | Desenzano           | 27 | 30 | 7  | 13 | 10 | 23 | 35 | -12 |
|  | 10.  | Albinese            | 27 | 30 | 8  | 11 | 11 | 25 | 45 | -20 |
|  | 12.  | Ghedi               | 26 | 30 | 7  | 12 | 11 | 26 | 27 | -1  |
|  | 12.  | Fontanellese        | 26 | 30 | 8  | 10 | 12 | 27 | 32 | -5  |
|  | 14.  | Feralpi Lonato      | 23 | 30 | 5  | 13 | 12 | 22 | 34 | -12 |
|  | 15.  | Voluntas Osio Sotto | 16 | 30 | 5  | 6  | 19 | 21 | 52 | -31 |
|  | 16.  | Valle Imagna        | 13 | 30 | 2  | 9  | 19 | 14 | 51 | -37 |

Legenda:
      Ammesso agli spareggi promozione.
      Retrocesso in Prima Categoria 1987-1988.
Regolamento:
Due punti a vittoria, uno a pareggio, zero a sconfitta.

## Girone D

### Squadre partecipanti
| Club                     | Città                         |
| ------------------------ | ----------------------------- |
| U.S. Audax Marcignago    | Marcignago (PV)               |
| F.B.C. Casteggio 1898    | Casteggio (PV)                |
| A.C. Castellana          | Castel San Giovanni (PC)      |
| A.S. Cisliano            | Cisliano (MI)                 |
| A.C. Codogno             | Codogno (MI)                  |
| F.C. Corbetta            | Corbetta (MI)                 |
| U.S. Corsico             | Corsico (MI)                  |
| A.C. Magenta             | Magenta (MI)                  |
| Pol. Medese              | Mede (PV)                     |
| Pol. Podenzano           | Podenzano (PC)                |
| A.S. Pontevecchio        | Ponte Vecchio di Magenta (MI) |
| A.S. Robbio              | Robbio (PV)                   |
| A.S. Sancolombano Calcio | San Colombano al Lambro (MI)  |
| A.C. San Nicolò          | San Nicolò di Rottofreno (PC) |
| A.P. San Rocco al Porto  | San Rocco al Porto (MI)       |
| U.S. Virtus Binasco      | Binasco (MI)                  |

### Classifica finale
|  | Pos. | Squadra            | Pt | G  | V  | N  | P  | GF | GS | DR  |
|  | ---- | ------------------ | -- | -- | -- | -- | -- | -- | -- | --- |
|  | 1.   | Virtus Binasco     | 45 | 30 | 17 | 11 | 2  | 38 | 16 | +22 |
|  | 2.   | Corbetta           | 40 | 30 | 14 | 12 | 4  | 35 | 18 | +17 |
|  | 2.   | Sancolombano       | 40 | 30 | 15 | 10 | 5  | 38 | 23 | +15 |
|  | 4.   | Castellana         | 36 | 30 | 13 | 10 | 7  | 33 | 29 | +4  |
|  | 5.   | Robbio             | 34 | 30 | 9  | 16 | 5  | 37 | 31 | +6  |
|  | 6.   | San Rocco al Porto | 32 | 30 | 10 | 12 | 8  | 26 | 26 | 0   |
|  | 7.   | Cisliano           | 31 | 30 | 11 | 9  | 10 | 24 | 21 | +3  |
|  | 7.   | Corsico            | 31 | 30 | 10 | 11 | 9  | 33 | 30 | +3  |
|  | 9.   | Magenta            | 28 | 30 | 6  | 16 | 8  | 18 | 22 | -4  |
|  | 10.  | Medese             | 27 | 30 | 7  | 13 | 10 | 24 | 25 | -1  |
|  | 10.  | Codogno            | 27 | 30 | 9  | 9  | 12 | 33 | 40 | -7  |
|  | 12.  | Audax Marcignago   | 26 | 30 | 7  | 12 | 11 | 29 | 34 | -5  |
|  | 12.  | Casteggio 1898     | 26 | 30 | 10 | 6  | 14 | 26 | 36 | -10 |
|  | 14.  | San Nicolò         | 21 | 30 | 7  | 7  | 16 | 28 | 36 | -8  |
|  | 14.  | Pontevecchio       | 21 | 30 | 6  | 9  | 15 | 16 | 34 | -18 |
|  | 16.  | Podenzano          | 15 | 30 | 3  | 9  | 18 | 19 | 36 | -17 |

Legenda:
      Ammesso agli spareggi promozione.
      Retrocesso in Prima Categoria 1987-1988.
Regolamento:
Due punti a vittoria, uno a pareggio, zero a sconfitta.

## Spareggi promozione
|             | Risultati |                | Luogo e data                          |  |
| ----------- | --------- | -------------- | ------------------------------------- |  |
| Pro Lissone | 1 - 1     | Virtus Binasco | Concorezzo, 31 maggio 1987            |  |
| Villongo    | 0 - 0     | Parabiago      | Villasanta, 31 maggio 1987            |  |
|             |           |                |                                       |  |
| Pro Lissone | 1 - 1     | Parabiago      | Magenta, 7 giugno 1987                |  |
| Villongo    | 1 - 1     | Virtus Binasco | Pandino, 7 giugno 1987                |  |
|             |           |                |                                       |  |
| Pro Lissone | 1 - 0     | Villongo       | Caravaggio, 14 giugno 1987            |  |
| Parabiago   | 0 - 0     | Virtus Binasco | Cernusco sul Naviglio, 14 giugno 1987 |  |
|             |           |                |                                       |  |

### Classifica finale
|  | Pos. | Squadra        | Pt | G | V | N | P | GF | GS | DR |
|  | ---- | -------------- | -- | - | - | - | - | -- | -- | -- |
|  | 1.   | Pro Lissone    | 4  | 3 | 1 | 2 | 0 | 3  | 2  | +1 |
|  | 2.   | Virtus Binasco | 3  | 3 | 0 | 3 | 0 | 2  | 2  | 0  |
|  | 2.   | Parabiago      | 3  | 3 | 0 | 3 | 0 | 1  | 1  | 0  |
|  | 4.   | Villongo       | 2  | 3 | 0 | 2 | 1 | 1  | 2  | -1 |

Legenda:
      Promosso in Interregionale 1987-1988.
Regolamento:
Due punti a vittoria, uno a pareggio, zero a sconfitta.